# Magistrates' court (Angleterre-et-Galles)
Pour les articles homonymes, voir Magistrates' court.

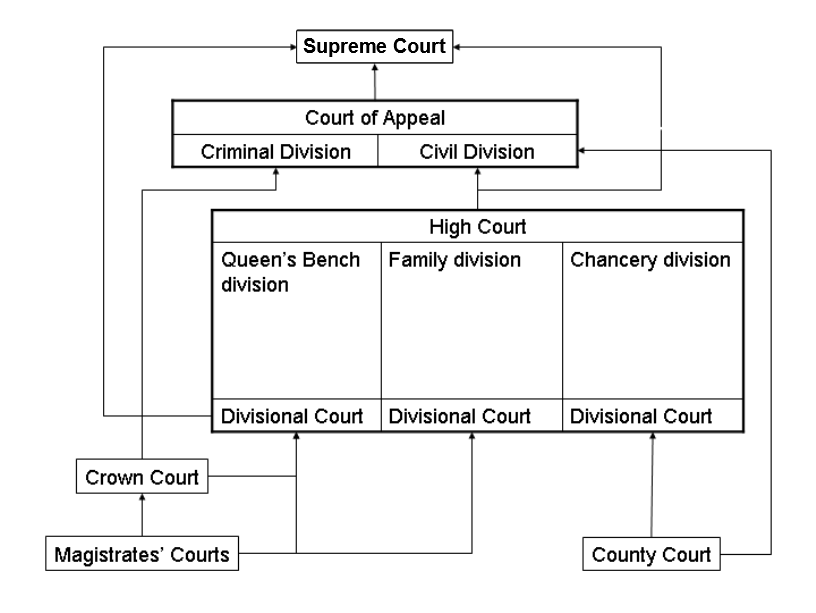
Organisation et hiérarchie des différents tribunaux dont font partie les magistrates' court

Une magistrates' court (littéralement, « cour des magistrats ») est un tribunal où commencent toutes les procédures pénales dans la juridiction d’Angleterre-et-Galles, qui en comprendraient 360. 
En ce qui concerne les causes criminelles, les magistrates’ courts (connus auparavant sous le titre de « police courts ») sont conçues pour statuer sur les offenses mineures de façon rapide. Toutes les causes criminelles commencent à leur niveau et plus de 95 % de celles-ci se terminent là, les plus sérieuses sont déférées aux cours de la Couronne.